# Powiat jasielski (Galicja)
Powiat jasielski – dawny powiat kraju koronnego Królestwo Galicji i Lodomerii, istniejący w latach 1867–1918.
Siedzibą c.k. starostwa było Jasło. Powierzchnia powiatu w 1879 roku wynosiła 9,5782 mil kw. (551,13 km²), a ludność 83 709 osób. Powiat liczył 154 osady, zorganizowane w 150 gmin katastralnych.
Na terenie powiatu działały 3 sądy powiatowe – w Jaśle, Frysztaku i Żmigrodzie.

## Starostowie powiatu
- Wilhelm Merkl (1871)
- Roman Gabryszewski (1877[1]–1895[2])
- Władysław Michałowski[3]

## Komisarze rządowi
- Teofil Janiszowski (1871)
- Karol Schmidt (1871–1879)
- Jan Ruczka (1879–1882)
- Władysław Sermak (1882)
- Apolinary Sieradzki (1890)

## Komisarze powiatowi
- Stanisław Chorzemski (1917)[4]

## Członkowie rady powiatowej
- Jan Bienias (1894–1900)
- Jan Data (1894–1900)
- Romuald Palch (1896–1900)